# Ypthima aurivilliusi
Ypthima aurivilliusi is een vlinder uit de onderfamilie Satyrinae van de familie Nymphalidae. De wetenschappelijke naam van de soort is, als Strabena aurivilliusi, voor het eerst geldig gepubliceerd door Bernard D'Abrera. De naam is mogelijk een synoniem van Strabena mabillei (Aurivillius, 1898).